# Рудний стовп
Рудний стовп (рос. рудный столб, англ. ore shoot,  ore column; нім. Erzschlauch m, Erzsäule f, Erzpfeiler m) — ділянка багатої руди всередині рудного тіла, часто стовпоподібної форми, але іноді і складніших контурів. Виділяють круті, похилі під різними кутами і пологі рудні стовпи. Виникнення стовпів зумовлене локальними змінами фізико-хімічних параметрів рудовідкладення, таких як реакційна здатність вмісних порід, концентрація рудоносних розчинів, тиск і температура, що приводять до масового накопичення рудотвірних мінералів.